# باشگاه فوتبال پرلیس
تیم فوتبال دولتی پرلیس، همچنین معروف به پرلیس اف‌ای، یک تیم فوتبال مستقر در کنگر، پرلیس بود که توسط اتحادیه فوتبال پرلیس اداره می‌شد. این تیم در سال ۱۹۶۳ تاسیس شد.
این تیم یکی از ۱۴ تیم ایالتی ساختار فوتبال مالزی بود، قبل از اینکه لیگ فوتبال مالزی از تمام تیم‌های حاضر در دو لیگ برتر این کشور بخواهد تا سال ۲۰۲۱ به عنوان باشگاه‌های حرفه‌ای اداره شوند. فدراسیون فوتبال پرلیس توسط یک انجمن فوتبال ایالتی تأمین مالی و اداره می‌شد که عمدتاً به کمک‌های مالی دولت ایالتی متکی بود. پس از انتخاب احمد امیزال شفیق احمد به عنوان رئیس اتحادیه در سال ۲۰۱۸، برنامه‌هایی برای خصوصی‌سازی این تیم وجود داشت، اما این اقدام به دلیل بحران مالی این انجمن در سال بعد محقق نشد. متعاقباً مشارکت آنها در لیگ فوتبال مالزی لغو شد.